# Parque de la Costa Este
Parque de la Costa Este (en inglés: "East Coast Park") 
es una playa y un parque en la costa sureste singapurense. Se extiende a lo largo del sur de Marine Parade, Bedok y Tampines. Fue inaugurado en la década de 1970, después de que el gobierno de Singapur completara la recuperación de tierras frente a la costa en Katong, desde Kallang hasta Changi. 

## Características
Si bien atiende las necesidades de las comunidades en el este, otros residentes de Singapur visitan el parque para deportes, recreación y comida. El Parque de la Costa Este de 185 hectáreas (460 acres) es el parque más grande de Singapur y está construido completamente en terrenos ganados al mar  y protegida con espigones, es  una playa artificial, donde es posible nadar. El Parque de la Costa Este tiene por la costa 9.3 km.

## Embarcadero
El Embarcadero de Bedok es el embarcadero de pesca más largo 250 m en Singapur, está ubicado en el Área F de Parque de la Costa Este. Embarcadero de Bedok fue construido originalmente por el empresario local Yap Swee Hong, a un costo de $ 1.5 millones en 1966. Es el embarcadero más popular para pescar en Singapur, pero también es frecuentado por ciclistas, patinadores, corredores o visitantes del parque.
En la década de 1980, el embarcadero se hizo popular entre los entusiastas de la pesca. Sin embargo, en 1988, estaba en mal estado con barandas corroídas y vigas de soporte agrietadas. En marzo de ese año, el Departamento de Obras Públicas cerró el embarcadero para una refacción de $ 1,1 millones, que consistió en reparaciones de la plataforma y los soportes del embarcadero.
El Centro Nacional de Vela, dirigido por la Federación de Vela de Singapur, lleva a cabo actividades como vela y windsurf.

Parque de la Costa Este